# Mosconi Cup 1994
Beim Mosconi Cup 1994 handelt es sich um die erste Auflage eines 9-Ball-Poolbillardturniers, bei dem ein europäisches Team gegen ein US-amerikanisches Team spielt.
Das Turnier fand zwischen dem 15. und dem 18. Dezember in der Roller Bowl, Romford in London, statt.
Sieger wurde die Mannschaft aus den USA mit 16–12.

## Mannschaften
| Mannschaft der USA |                                                      |             |
| Name               | Bundesstaat, in dem der/die Spieler/in geboren wurde | Bemerkungen |
| Lou Butera         | Pennsylvania                                         |             |
| Paul Gerni         | New Jersey                                           |             |
| Robert Hunter      | Michigan                                             |             |
| Dallas West        | Illinois                                             |             |
| Mark Wilson        | Missouri                                             |             |
| Mike Gulyassy      | Ohio                                                 |             |
| Jeanette Lee       | New York                                             |             |
| Vivian Villarreal  | Texas                                                |             |

| Mannschaft Europas |             |             |
| Name               | Heimatland  | Bemerkungen |
| Ralf Souquet       | Deutschland |             |
| Steve Davis        | England     |             |
| Lee Tucker         | England     |             |
| Oliver Ortmann     | Deutschland |             |
| Tom Storm          | Schweden    |             |
| Jimmy White        | England     |             |
| Franziska Stark    | Deutschland |             |
| Allison Fisher     | England     |             |

## Resultate

### Donnerstag,  15. Dezember

#### Durchgang 1
|                             | Resultate           |                                |
| --------------------------- | ------------------- | ------------------------------ |
| Einzelspiele Tom Storm      | 2–0 (3–1, 3–0)      | Einzelspiele Bobby Hunter      |
| Einzelspiele Oliver Ortmann | 2–0 (3–1, 3–1)      | Einzelspiele Mark Wilson       |
| Einzelspiele Lee Tucker     | 1–2 (1–3, 3–0, 4–5) | Einzelspiele Lou Butera        |
| Einzelspiele Allison Fisher | 0–2 (1–3, 0–3)      | Einzelspiele Vivian Villarreal |
| 2                           | Bilanz              | 2                              |
| 2                           | Gesamt              | 2                              |

#### Durchgang 2
|                                     | Resultate           |                                      |
| ----------------------------------- | ------------------- | ------------------------------------ |
| Einzelspiele Steve Davis            | 2–1 (0–3, 4–2, 4–2) | Einzelspiele Mike Gulyassy           |
| Einzelspiele Tom Storm              | 2–0 (5–4, 4–2)      | Einzelspiele Lou Butera              |
| Doppel Ralf Souquet Franziska Stark | 0–2 (3–5, 1–3)      | Doppel Dallas West Vivian Villarreal |
| 2                                   | Bilanz              | 1                                    |
| 4                                   | Gesamt              | 3                                    |

### Freitag,  16. Dezember

#### Durchgang 3
|                                      | Resultate           |                                  |
| ------------------------------------ | ------------------- | -------------------------------- |
| Einzelspiele Lee Tucker              | 2–0 (3–0, 4–2)      | Einzelspiele Mark Wilson         |
| Einzelspiele Franziska Stark         | 1–2 (3–1, 1–3, 1–3) | Einzelspiele Vivian Villarreal   |
| Einzelspiele Ralf Souquet            | 2–0 (3–1, 4–2)      | Einzelspiele Dallas West         |
| Doppel Oliver Ortmann Allison Fisher | 0–2 (3–5, 1–3)      | Doppel Bobby Hunter Jeanette Lee |
| 2                                    | Bilanz              | 2                                |
| 6                                    | Gesamt              | 5                                |

#### Durchgang 4
|                                       | Resultate           |                                       |
| ------------------------------------- | ------------------- | ------------------------------------- |
| Einzelspiele Tom Storm                | 2–1 (0–3, 3–1, 3–0) | Einzelspiele Dallas West              |
| Einzelspiele Jimmy White              | 2–0 (3–0, 3–0)      | Einzelspiele Paul Gerni               |
| Doppel Franziska Stark Allison Fisher | 0–2 (0–3, 3–5)      | Doppel Jeanette Lee Vivian Villarreal |
| Einzelspiele Ralf Souquet             | 2–0 (3–0, 3–1)      | Einzelspiele Bobby Hunter             |
| 3                                     | Bilanz              | 1                                     |
| 9                                     | Gesamt              | 6                                     |

### Samstag,  17. Dezember

#### Durchgang 5
|                              | Resultate           |                           |
| ---------------------------- | ------------------- | ------------------------- |
| Einzelspiele Steve Davis     | 1–2 (4–2, 4–5, 1–3) | Einzelspiele Lou Butera   |
| Einzelspiele Franziska Stark | 0–2 (0–3, 1–3)      | Einzelspiele Jeanette Lee |
| 0                            | Bilanz              | 2                         |
| 9                            | Gesamt              | 8                         |

#### Durchgang 6
|                          | Resultate           |                                |
| ------------------------ | ------------------- | ------------------------------ |
| Einzelspiele Jimmy White | 0–2 (3–5, 0–3)      | Einzelspiele Lou Butera        |
| Einzelspiele Steve Davis | 1–2 (3–5, 3–1, 0–3) | Einzelspiele Jeanette Lee      |
| Einzelspiele Lee Tucker  | 0–2 (1–3, 4–5)      | Einzelspiele Vivian Villarreal |
| 0                        | Bilanz              | 3                              |
| 9                        | Gesamt              | 11                             |

### Sonntag,  18. Dezember

#### Durchgang 7
|                             | Resultate           |                          |
| --------------------------- | ------------------- | ------------------------ |
| Einzelspiele Steve Davis    | 2–1 (5–4, 2–4, 3–0) | Einzelspiele Paul Gerni  |
| Einzelspiele Oliver Ortmann | 1–2 (1–3, 3–1, 0–3) | Einzelspiele Dallas West |
| Einzelspiele Tom Storm      | 0–2 (1–3, 0–3)      | Einzelspiele Mark Wilson |
| 1                           | Bilanz              | 2                        |
| 10                          | Gesamt              | 13                       |

#### Durchgang 8
|                                     | Resultate           |                                  |
| ----------------------------------- | ------------------- | -------------------------------- |
| Einzelspiele Oliver Ortmann         | 2–0 (5–3, 3–1)      | Einzelspiele Bobby Hunter        |
| Einzelspiele Jimmy White            | 1–2 (0–3, 5–4, 0–3) | Einzelspiele Mike Gulyassy       |
| Doppel Ralf Souquet Franziska Stark | 1–2 (2–4, 5–4, 0–3) | Doppel Bobby Hunter Jeanette Lee |
| Einzelspiele Lee Tucker             | 2–0 (3–0, 3–1)      | Einzelspiele Paul Gerni          |
| Doppel Jimmy White Steve Davis      | 0–2 (0–3, 1–3)      | Doppel Mark Wilson Lou Butera    |
| 2                                   | Bilanz              | 3                                |
| 12                                  | Gesamt              | 16                               |